# Norra Åsum
Norra Åsum is een dorp in de gemeente Kristianstad in de provincie Skåne in Zweden. Het dorp heeft een inwoneraantal van 1.264 en een oppervlakte van 148 hectare (2010).